# Laurent Béghin
Pour les articles homonymes, voir Béghin.
Laurent Béghin, né le 21 février 1976 à Château-Gontier, est un rameur d'aviron français.
Il est le frère du rameur Antoine Béghin.

## Palmarès

### Championnats du monde
- 1995 à Tampere
  -  Médaille d'argent en deux avec barreur[2]
- 1997 à Aiguebelette-le-Lac
  -  Médaille d'or en quatre avec barreur[3]